# Distretto di Bakaj-Ata
Il distretto di Bakaj-Ata (in kirghiso Бакай-ата району?, Bakay-ata rayonu) è un distretto (raion) del Kirghizistan con  capoluogo Leninpol'.